# ウォルター・サンディランズ (第8代トーフィッケン卿)
第8代トーフィッケン卿ウォルター・サンディランズ（英語: Walter Sandilands, 8th Lord Torphichen、1707年8月16日 – 1765年11月9日）は、スコットランド貴族。

## 生涯
第7代トーフィッケン卿ジェームズ・サンディランズとジーン・ヒューム（Jean Hume、1683年3月26日 – 1751年12月10日、初代マーチモント伯爵パトリック・ヒュームの娘）の息子として生まれた。1727年、スコットランド法廷弁護士会に入会した。
1745年ジャコバイト蜂起の勃発にあたってはエディンバラに残り、秩序の維持に貢献した。
1753年8月10日に父が死去すると、トーフィッケン卿の爵位を継承した。
1757年6月9日、エリザベス・サンディランズ（Elizabeth Sandilands、1779年9月27日没、アレクサンダー・サンディランズの娘）と結婚、4男をもうけた。
- ジェームズ（1759年 – 1815年） - 第9代トーフィッケン卿。子供なし
- アレクサンダー（1761年2月12日 – 1806年11月20日） - ロイヤル・スコッツ・グレイズ（英語版）の士官
- ウォルター（1763年2月14日 – ?） - 生涯未婚
- ヒュー（1782年10月没） - 第78ハイランド歩兵連隊（英語版）の士官

1765年11月9日に死去、長男ジェームズが爵位を継承した。